# 1350

## Родени
- 27 юни – Мануил II Палеолог, византийски император
- 12 октомври – Дмитрий Донски, велик княз на Московското княжество